# Cot Seulamat
Cot Seulamat is een bestuurslaag in het regentschap Aceh Barat van de provincie Atjeh, Indonesië. Cot Seulamat telt 325 inwoners (volkstelling 2010).